# Take Me (Aly & AJ)
Take Me è un singolo di Aly & AJ pubblicato il 18 agosto 2017.
La canzone è il primo singolo estratto dall'EP Ten Years.

## La canzone
Take Me è un brano synth pop ispirato agli anni '80 e alternative pop con una durata di tre minuti e trentadue secondi. La strumentazione del singolo consiste in sintetizzatori, un'elaborazione vocale vintage e una batteria elettronica.
Il testo della canzone sul desiderio di una cotta per fare una mossa, e sui nervi che ne derivano
Riguardo alla canzone Aly disse: 
(Aly Michalka, in un'intervista a Elite Daily)

## Video
Il video musicale di "Take Me" è stato rilasciato il 14 settembre 2017 ed è stato diretto da Alex Ross Perry, con Sean Price Williams che ne ha curato la fotografia. Contiene inoltre apparizioni di Amanda Crew, Madeline Zima e Josh Pence. Il video a tema vampiro si svolge nelle strade di Los Angeles, con ciascuno degli attori ospiti in preda al desiderio di sangue del duo. Il video è stato girato su una pellicola 16 millimetri.

## Accoglienza
John Tucker di The Indie Sound ha dato al singolo una recensione positiva, scrivendo che il duo "ha trovato con successo un modo per rebrandare il proprio suono senza perdere il proprio nome". Tucker ha inoltre scritto che il singolo potrebbe "garantirgli un posto nel mercato di oggi in continua evoluzione." Anche Kristin Rohwedder, che ha scritto per la rivista Bustle, ha elogiato la canzone, scrivendo che trattiene i singoli più vecchi del duo come "Potential Breakup Song" e "Chemicals React". Bradley Stern di MuuMuse ha scritto che il singolo "suona fresco e nostalgico allo stesso tempo, adattandosi perfettamente al panorama sonoro indie-pop di oggi".

## Tracce
1. Take Me – 3:32

### Matthew Dear Remix[10]
1. Take Me (Matthew Dear Remix) – 3:14